# Огункунле, Исау
Исау Огункунле (англ. Isau Ogunkunle; род. 10 февраля 1986 года, штат Огун, Нигерия) — нигерийский паралимпийский игрок в настольный теннис. Бронзовый призёр летних Паралимпийских игр 2024 в Париже.

## Биография
Принял участие на летних Паралимпийских играх 2020 в Токио в индивидуальном (класс 4) и командном (классы 4—5) турнирах. В индивидуальном турнире занял третье место в группе, проиграв французу Максиму Томасу и египтянину Самеху Мохамеду Салеху, и не вышел в плей-офф. В командном турнире выступал вместе с Ахмедом Колеошо. Нигерийцы в 1/8 финала победили аргентинцев Габриэля Копола и Мауро Деперголу, в четвертьфинале проиграли французам Максиму Томасу и Николе Саванту-Айре.
На летних Паралимпийских играх 2024 в Париже участвовал только в индивидуальном турнире в классе 4. В 1/8 финала победил двукратного паралимпийского чемпиона, турка Абдуллу Озтюрка, в четвертьфинале — француза Максима Томаса. В полуфинале проиграл южнокорейскому спортсмену Ким Ёнгуну и стал обладателем «бронзы» Паралимпиады-2024.

## Основные спортивные результаты
| Год  | Турнир                          | Место проведения | Класс | Дисциплина       | Место |
| ---- | ------------------------------- | ---------------- | ----- | ---------------- | ----- |
| 2021 | Летние Паралимпийские игры 2020 | Токио            | 4     | одиночный разряд | 13    |
| 2021 | Летние Паралимпийские игры 2020 | Токио            | 4—5   | команды          | 5     |
| 2022 | Игры Содружества 2022           | Бирмингем        | 3—5   | одиночный разряд | 3     |
| 2024 | Летние Паралимпийские игры 2024 | Париж            | 4     | одиночный разряд | 3     |